# Bodarna (Gagnef)
Bodarna is een plaats in de gemeente Gagnef in het landschap Dalarna en de provincie Dalarnas län in Zweden. De plaats heeft 115 inwoners (2005) en een oppervlakte van 27 hectare. De plaats ligt aan de rivier Västerdalälven, vlak bij de plaats waar deze rivier uitmondt in de Dalälven.